# Silvio Piola
Silvio Piola (Robbio, 29 de setembro de 1913 — Gattinara, 4 de outubro de 1996) foi um futebolista italiano, considerado um dos mais prolíficos centroavantes de todo o futebol daquele país. Principal destaque do título da Itália na Copa do Mundo FIFA de 1938, ele ainda detém o recorde de maior artilheiro do Campeonato Italiano de Futebol, com 274 gols em 537 jogos. Também tem a maior média de gols da selecção italiana: 0,88 gols por partida, tendo somado trinta gols em 34 jogos pela Azzurra.
Notabilizado por sua longeva carreira cheia de gols em um total de 405 em 642 partidas disputadas, Piola era um atacante astuto e altamente eficiente, raramente desperdiçando chances. Sua única mágoa com o futebol foi o fato de nunca ter conquistado a primeira divisão do campeonato italiano, apesar de seus gols e de ter atuado em dois dos maiores vencedores da competição, os rivais Torino e Juventus. Seu único outro título além da Copa foi uma Serie B, quando estava no Novara. Piola foi o único jogador desse time a representa-lo posteriormente à década de 1920 na seleção italiana.
Embora tenha jogado por diversos clubes, Piola associou-se em especial à Lazio. É considerado o segundo maior jogador da história da equipe, abaixo apenas de Giorgio Chinaglia, e segue como maior artilheiro do clube no campeonato italiano (143 gols) e no total (149 gols). Curiosamente, quando enfrentou o time também marcou gols com frequência, onze vezes, sendo um dos maiores carrascos da equipe onde mais foi ídolo. Curiosamente, Piola defendeu duas duplas rivais: além de jogador de Torino e Juventus, começou a carreira na Pro Vercelli e encerrou-a no Novara, exatamente o maior rival de seu primeiro clube. Piola destacou-se em ambos a ponto de seu nome batizar os estádios dos dois, havendo um Stadio Silvio Piola em Vercelli e um Stadio Silvio Piola em Novara. Já no clássico entre Juve e Toro, Piola é um dos três jogadores a marcar gols por ambos os clubes, embora ambos tenham trocado 98 futebolistas até 2018. No Derby della Capitale, entre Lazio e Roma, segue como maior artilheiro laziale, com sete gols em 17 clássicos.
Desde 2002, Piola também nomeia o prêmio oferecido ao melhor atacante de menos de 21 anos das duas primeiras divisões do campeonato italiano. Em eleições realizadas no fim do século XX, Piola esteve entre os cem melhores jogadores do século em listas da revista britânica World Soccer e da brasileira Placar, que o colocou acima do contemporâneo Giuseppe Meazza e também de Gabriel Batistuta, Paul Gascoigne, Roberto Baggio, Zinédine Zidane, Davor Šuker, Mario Kempes e Zbigniew Boniek, dentre outros jogadores de ataque. A revista italiana Guerin Sportivo, em lista dos cinquenta maiores, o colocou em 29º lugar, à frente de Ronaldo, Bobby Charlton, Luigi Riva, Paolo Rossi, Baggio, Gerd Müller, Paulo Roberto Falcão, Karl-Heinz Rummenigge, Batistuta e Rivellino, dentre outros meias/atacantes.[carece de fontes?]

## Carreira em clubes

### Pro Vercelli
Começou a carreira na tradicional Pro Vercelli, clube situado próximo à cidade em que Piola nasceu e que ainda jogava na primeira divisão na época. Piola estreou ainda na temporada 1929–30, na qual atuou só três vezes, sem marcar gols.[carece de fontes?] Uma temporada depois, já se destacava como artilheiro dos leoni no campeonato; mesmo tendo ainda dezessete anos, marcou treze gols. Três desses gols ocorreram em um só jogo, em tripletta na vitória de 6–3 sobre o Napoli. Piola também vazou Lazio em vitória de 3–0, a campeã Ambrosiana (nome à época da Internazionale), abrindo o placar em Milão em derrota de 6–1, e duas vezes o terceiro colocado Bologna, os dois de vitória de 2–0. A Pro Vercelli terminou em 10º lugar, à frente do Milan.[carece de fontes?]
Na temporada seguinte, a de 1931–32, Piola teve desempenho similar, com doze gols.[carece de fontes?] Quatro deles, incluindo o da virada parcial para 2–1 e o da vitória, ocorreram em triunfo de 5–4 fora de casa sobre o Alessandria,[carece de fontes?] jogo considerado um clássico regional no Piemonte. Piola voltou a ser o artilheiro de seu time no campeonato, além de ter marcado novamente sobre a Ambrosiana-Inter (2–0), Lazio (2–2) e no time campeão, dessa vez a Juventus (derrota de 2–1). Os números foram fundamentais, pois o clube ficou apenas uma posição acima dos times que precisaram travar jogo-extra contra o rebaixamento.[carece de fontes?]
Na temporada 1932–33, Piola marcou onze gols na Serie A,[carece de fontes?] incluindo em cada jogo contra o Milan (os dois da vitória por 2–1 no primeiro turno e na derrota pelo mesmo placar no returno) outro sobre a Ambrosiana-Inter (derrota de 4–2) e mais em novo triunfo no clássico com o Alessandria (3–2). Outra vez, foi o artilheiro do clube, que terminou em 12º.[carece de fontes?]
Na temporada seguinte, elevou os números para quinze gols, sua cifra mais alta enquanto jogador da Pro Vercelli, que subiu à 7ª colocação.[carece de fontes?] Chegou a marcar seis vezes em uma só partida, marca então inédita e só igualada uma vez, por Omar Sívori, da Juventus. Foi em vitória de 7–2 sobre a Fiorentina, marca que além do único em clássico fora de casa com o Alessandria; nos dois jogos contra o Casale,[carece de fontes?] duelo que também envolve rivalidade local, abrindo o placar em vitória de 4–1 e marcando o gol do empate em 1–1 fora de casa; além de marcar novamente sobre o Milan, em vitória de 2–1. Piola conseguiu pela primeira vez média superior a meio gol por jogo, pois os quinze gols vieram em 28 aparições.[carece de fontes?]
O desempenho valeu uma transferência à Lazio, em negociação polêmica, sob suspeitas de pressão do Partido Nacional Fascista, que tinha ligações com o clube romano.

### Lazio

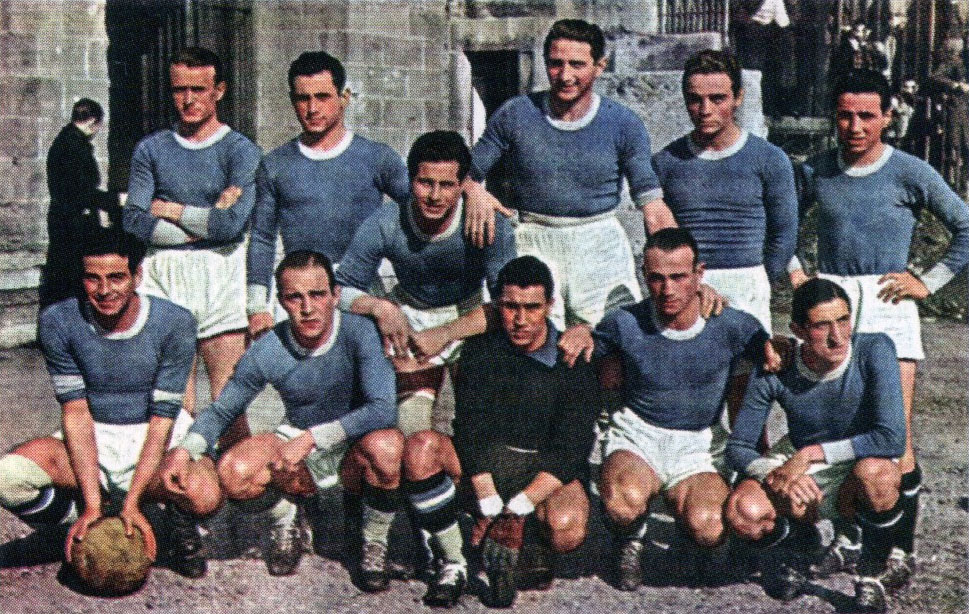
Lazio da temporada 1940–41. Piola é o mais alto dos jogadores em pé.

Nos aquilotti, Piola não tardou a exibir suas credenciais, marcando 21 gols em 29 jogos.[carece de fontes?] Terminou o torneio na vice-artilharia geral, e o time, no 5º lugar. Dentre os gols, dois vieram em vitória de 5–3 sobre a Juventus, que terminaria o torneio como pentacampeã seguida (algo inédito e só superado na década de 2010, pelo mesmo clube); os que empataram em 1–1 o Derby della Capitale com a Roma e o encontro fora de casa com o Milan, além de três na rodada final contra a Ambrosiana-Inter. Dois dos gols de Piola nesse jogo vieram nos dez minutos finais e foram decisivos para os rumos do campeonato: a Ambrosiana, que começara a rodada empatada com a Juventus, com a derrota terminou no vice-campeonato para o time de Turim, que em paralelo vencera seu jogo na rodada. Foi em meio à temporada 1934–35 que Piola, em 24 de março de 1935, estreou pela seleção italiana.[carece de fontes?]
Na temporada 1935–36, o atacante marcou 19 gols em 27 jogos,[carece de fontes?] ficando novamente na vice-artilharia geral, embora a Lazio tenha terminado somente em 7º. Dentre eles, os dois de empate em 2–2 com o Milan, um em vitória de 3–0 sobre a Juventus, além de diversas triplette: fez os três gols laziali no triunfo de 3–2 sobre a Triestina, três nos 5–0 sobre a Sampierdarenese e todos do 3–0 sobre o Palermo.[carece de fontes?]
Na temporada seguinte, Piola marcou 21 gols em 28 jogos,[carece de fontes?] dessa vez obtendo a artilharia do campeonato, pela primeira vez na carreira, e o vice-campeonato para a Lazio. Dentre os gols, vazou duas vezes o Milan em cada partida (vitória por 3–0 e derrota de 5–3) dois em vitória de 3–0 sobre o Milan, o único de 1–0 na Juventus, o do empate em 2–2 fora de casa com a Ambrosiana-Inter, além de duas triplette: no 5–1 fora de casa no Alessandria e no 4–0 sobre o Napoli.[carece de fontes?]
O vice-campeonato não deixou de classificar a Lazio à Copa Mitropa, torneio que reunia clubes do países da Europa Central e considerado precursor da atual Liga dos Campeões da UEFA. Nele, o time também foi vice-campeão. Em paralelo, na temporada 1937–38 a Lazio não foi tão bem na Serie A, mas Piola novamente demonstrou força, garantindo-se na Copa do Mundo FIFA de 1938. Marcou quinze vezes em 28 jogos,[carece de fontes?] com seu clube terminando em 6º. Dentre os gols, um foi marcado em 1–1 no clássico com a Roma, tendo Piola vazado ainda a Juventus (1–1) e obtido uma tripletta contra a Fiorentina (5–0).[carece de fontes?]
Nas duas temporadas subsequentes, porém, Piola marcou somente nove gols em cada.[carece de fontes?] Na de 1938–39, com a Lazio em 10º lugar, três dos gols vieram em um único jogo, em 5–0 sobre a Lucchese; na outra, o clube pôde terminar em 4º, com o atacante marcando em cada jogo contra o Milan (2–0 fora de casa e 2–2) e na campeã Ambrosiana-Inter. Na temporada 1940–41, foram dez gols pelo antepenúltimo colocado.[carece de fontes?] Dois deles foram os da vitória de 2–0 sobre a rival Roma.[carece de fontes?]
Piola voltou a ter números expressivos na temporada 1941–42, marcando dezoito vezes em 24 jogos,[carece de fontes?] terminando na vice-artilharia e a Lazio, a dois pontos do vice-campeonato. O vice foi o Torino, que germinava o Grande Torino da década de 1940 e foi derrotado por 4–1 com Piola marcando o último. Ele também marcou três gols em 5–1 sobre o Bologna e no 4–0 sobre o Liguria, anotando ainda no clássico com a Roma (derrota de 2–1) e nos dois jogos contra o Milan (um em empate em 2–2 e dois na vitória de 5–2 em Milão). Porém, a campeã foi a rival Roma, pela primeira vez.[carece de fontes?]
Na temporada posterior, Piola conseguiu marcar 21 gols em 22 jogos.[carece de fontes?] Conseguiu assim nova artilharia na Serie A, embora a Lazio tenha terminado apenas em 9º. Destacou-se sobretudo com a tripletta no 3–1 sobre a Ambrosiana-Inter, os quatro gols em 5–3 na Juventus, o gol que abriu o placar em vitória de 3–1 no dérbi com a Roma e dois gols em triunfo de 4–2 sobre o Milan; marcou ainda em outro 4–2, obtido no reencontro em Turim contra a Juventus. Aquele foi o último campeonato italiano regularmente travado em meio à Segunda Guerra Mundial.[carece de fontes?]
Pela Lazio, Piola é o maior artilheiro do Derby della Capitale, com sete gols em 17 clássicos disputados, e o segundo com mais partidas no duelo, abaixo apenas das 22 de Giuseppe Wilson.

### Nos rivais Torino e Juventus

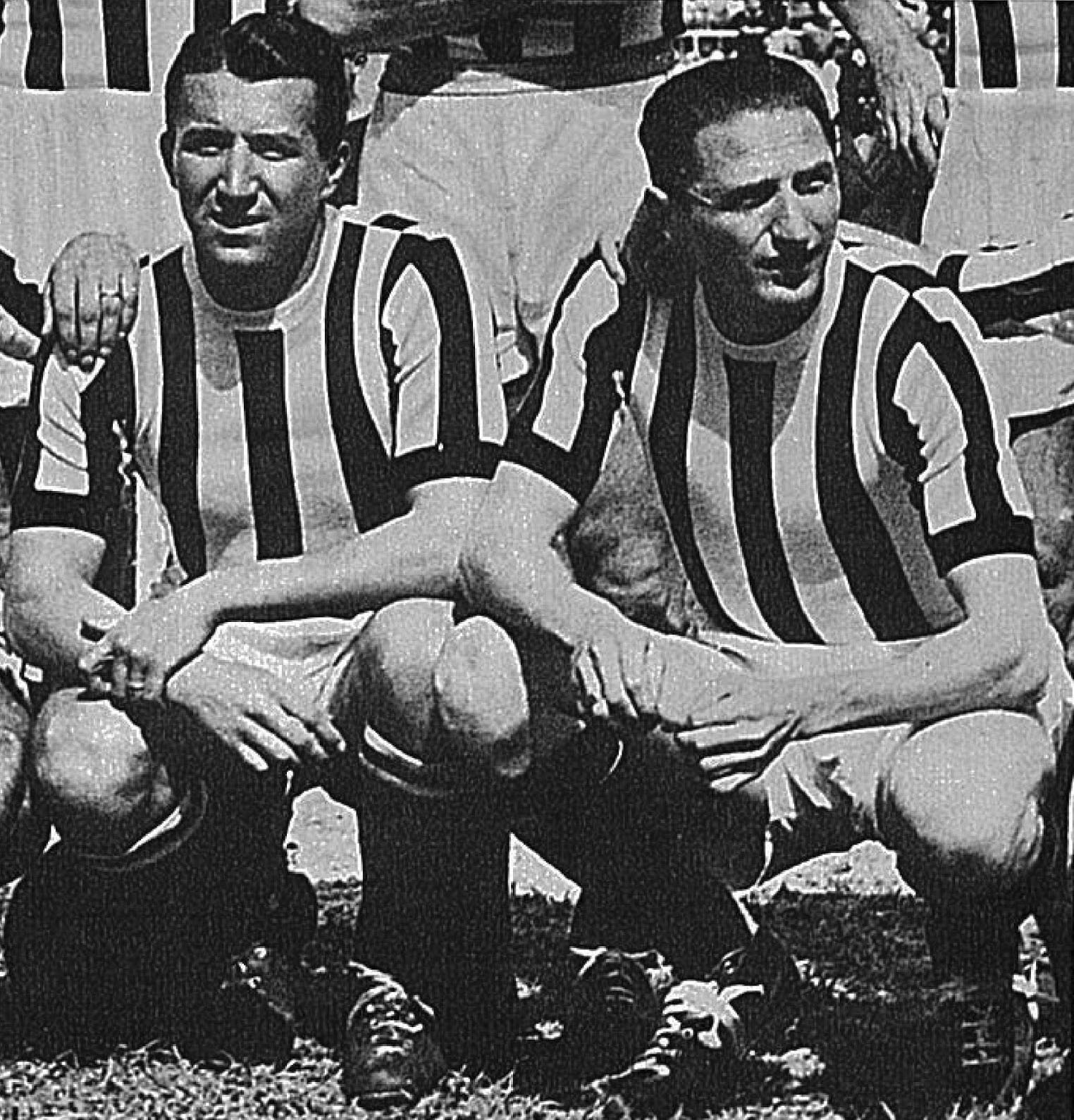
Piola à direita, com Čestmír Vycpálek pela Juventus na temporada 1946–47, a mais próxima que esteve do título italiano.

Em função da guerra, Piola chegou a ser dado como morto e ter missa rezada em sua homenagem. O agravamento do conflito em solo italiano impossibilitou que o campeonato nacional prosseguisse no centro-sul do país, incluindo a cidade de Roma. Essa parte do país já havia sido liberta do fascismo pelos Aliados, enquanto o norte seguia como Estado fantoche da Alemanha Nazista, que havia resgatado o ditador Benito Mussolini da prisão. Piola viajou ao norte com a intenção de buscar familiares e leva-los para Roma. Porém, viu-se impossibilitado de voltar. Tais fatores extracampo fizeram com que no ano de 1944, quando disputou-se o "Campeonato da Alta Itália", o atacante, sob permissão especial, defendesse o Torino. Ele marcou 27 gols em 23 jogos. Era a década do chamado Grande Torino, que conseguiu um pentacampeonato seguido na Serie A. Porém, nem mesmo naquele torneio, não reconhecido como oficial pela Federação Italiana de Futebol, Piola ganhou; o Toro liderou a primeira fase de grupos e um quadrangular-semifinal (que envolvia a rival Juventus e a Ambrosiana-Inter), mas terminou em segundo no triangular-final, abaixo do time dos bombeiros de La Spezia, o Vigili del Fuoco.[carece de fontes?]
Em 1945, Piola jogou outro torneio de guerra, pelo Novara.[carece de fontes?] Com o fim da conflito, ele preferiu permanecer no Piemonte e solicitou à Lazio que fosse negociado. Assim, foi transferido à Juventus. O campeonato italiano foi retomado a partir da temporada 1945–46, edição em que foi excepcionalmente realizado com fase de grupos. Nela, Piola esteve bastante perto do título: a Juve estava à frente do rival Torino quando começou a rodada derradeira da fase final. Nela, os bianconeri, com gol de Piola, empataram em visita ao Napoli. Porém, o rival venceu sua partida (por 9–1) e terminou campeão.[carece de fontes?] No campeonato, Piola marcou dezesseis vezes em 29 jogos,[carece de fontes?] incluindo o da vitória de 2–1 sobre o próprio Toro em clássico de Turim que abriu o torneio, o que empatou em 1–1 duelo contra o Milan, o que abriu o empate em 2–2 com a Internazionale (todos ainda pela fase de grupos) e o único de nova vitória sobre o rival Torino, em 1–0 já pela fase final.[carece de fontes?]
Em paralelo àquele campeonato, Piola voltou a defender a seleção italiana após quatro anos.[carece de fontes?] Já na temporada 1946–47, o atacante marcou dez gols em 28 jogos.[carece de fontes?] A Juventus ficou novamente como vice do Torino, mas dez pontos atrás. O veterano destacou-se sobretudo com dois gols marcados em vitória de 5–1 fora de casa sobre a Roma.[carece de fontes?] Visando encerrar a carreira, para a temporada seguinte ele acertou um retorno à região em que nascera, negociando com o Novara.
Embora a rivalidade entre Torino e Juventus seja o dérbi italiano com maior número de jogadores que defenderam as duas equipes - 98 à altura do ano de 2018 -, somente três marcaram por ambos no Derby della Mole. Piola foi um deles, ao lado de Guglielmo Gabetto e Vittorio Sentimenti, tendo assinalado três pelos grenás e outro pelos alvinegros.

### Novara
O Novara é precisamente o maior rival da Pro Vercelli, primeiro clube de Piola, que vinha para disputar a segunda divisão. Foi a única temporada da carreira em que Piola ausentou-se da elite italiana. Os azzurri logo subiram à primeira divisão sob o protagonismo do veterano, ganhando a Serie B de 1947–48, quando marcou dezesseis vezes em trinta jogos. Mesmo ainda jogando a divisão inferior, Piola chegou a disputar uma partida pela Itália, em 9 de novembro de 1947.[carece de fontes?] Tornou-se apenas o quinto a jogar pela seleção vindo do Novara, e o único desde a década de 1920.
Com Piola, o Novara pôde passar seis anos tranquilamente na primeira divisão. Na temporada 1948–49, pelo 15º colocado, marcou quinze vezes, incluindo em cada partida contra a Lazio (derrota de 2–1 e 2–2) e Roma (derrota de 4–1 e vitória de 2–1). Já na seguinte, foram somente quatro gols pelo 17º colocado, um deles sobre a campeã Juventus (em derrota de 3–2), que não vencia o torneio desde a temporada 1934–35.[carece de fontes?]
Piola voltou a fazer uma boa temporada na edição de 1950–51, com dezenove gols em 37 jogos.[carece de fontes?] Dentre eles, conseguiu uma tripletta em 4–2 sobre a Lazio, marcando ainda em 3–1 na Juventus pelo 12º colocado. Na de 1951–52, foram dezoito gols em 31 jogos,[carece de fontes?] incluindo contra Lazio (2–2) e os dois que descontaram derrota de 6–2 para o Milan. O Novara conseguiu um 8º lugar, a melhor campanha de sua história. Ao fim daquela temporada, em 18 de maio de 1952, Piola voltou a defender a Itália pela primeira vez em cinco anos, desde aquela partida em que jogou pela Azzurra vindo da Serie B. Também foi precisamente seu último jogo pela seleção.[carece de fontes?]
O atacante prosseguiu a carreira por mais duas temporadas, anotando nove gols em 25 partidas na de 1952–53.[carece de fontes?] Nela, o Novara terminou em 10º e Piola vazou Lazio (2–2 e duas vezes em vitória fora de casa por 3–1), a campeã Internazionale (derrota de 2–1) e a Juventus (1–1). Na última temporada da carreira, a de 1953–54, Piola jogou nove partidas, marcando cinco vezes, vazando a campeã Internazionale (derrota de 2–1) e o Milan (1–1), dentre outros.[carece de fontes?] Seu último jogo como profissional foi em apoteótica partida em que ele, como capitão, recebeu os aplausos de um público de 90 mil pessoas em Florença que pagou para despedir-se do artilheiro. Duas temporadas depois, o Novara acabaria rebaixado e só retornaria à elite do futebol italiano 55 anos depois.

## Seleção Italiana

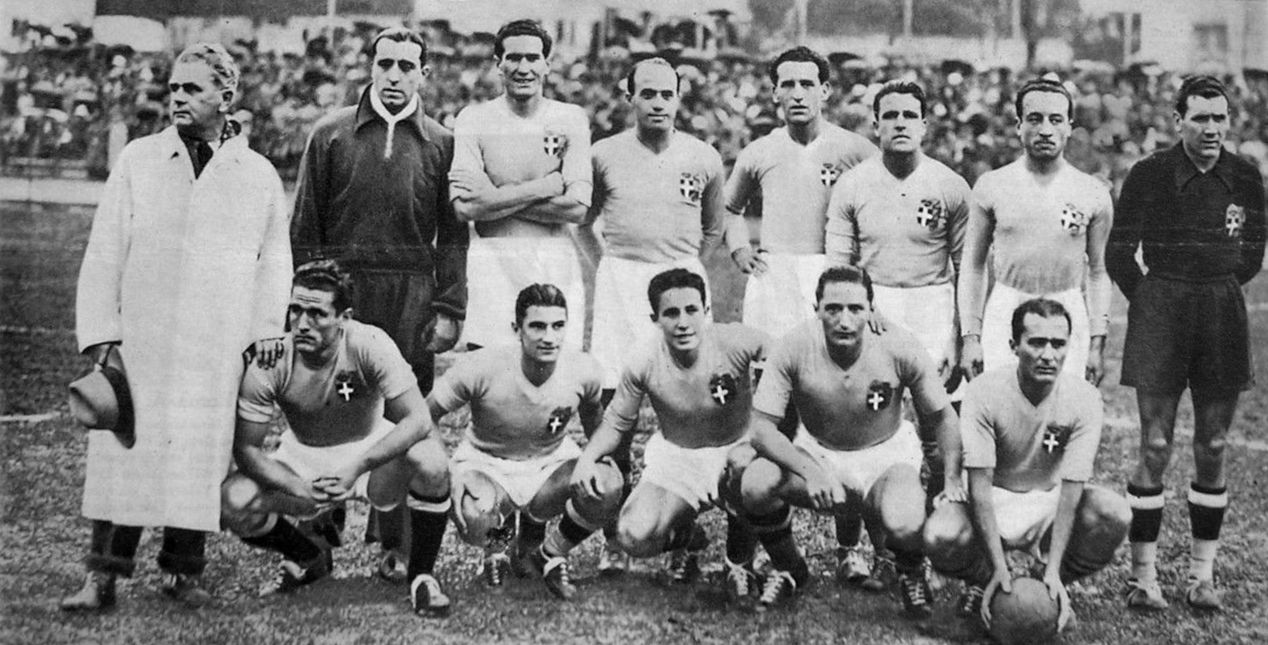
A Seleção Italiana antes de partida contra a Tchecoslováquia em Gênova, em 1936. Piola é o penúltimo agachado, da esquerda para a direita.

Se mesmo com sua longa carreira não pôde sentir o gosto de ser campeão italiano, Piola sagrou-se campeão de uma Copa do Mundo pela Seleção Italiana, sendo o grande destaque da campanha vitoriosa no mundial de 1938. A primeira convocação veio em 1935. A última, em 1952, quando ele já tinha 39 anos e estava à beira de aposentar-se, no Novara. A estreia de Piola, mais precisamente, ocorreu em 24 de março de 1935,[carece de fontes?] chamado às pressas para substituir Angelo Schiavio. O estreante marcou os dois gols da partida, na vitória de 2–0 sobre o Wunderteam da Áustria, dentro de Viena,[carece de fontes?] pela Copa Internacional da Europa Central - precursora da Eurocopa. Após três partidas sem marcar, voltou a anotar dois gols em um só jogo na quinta aparição. Foi em vitória de 5–2 em Milão em 25 de outubro de 1936 sobre a Suíça, pela mesma competição.[carece de fontes?]
Piola voltou a marcar pela Itália já na nona partida. Foi o único de jogo contra a Tchecoslováquia em Praga, também pela Copa Internacional, em 23 de maio de 1937. A partir dali, o atacante reuniu 22 gols nas dezoito partidas seguintes que fez pela Azzurra. Só não marcou em cinco partidas, nenhuma delas seguidas uma a outra. Dentre elas, até a Copa de 1938 havia feito duas em vitória por 3–1 sobre a Noruega em Oslo, em amistoso de 27 de maio de 1937; os dois do empate em 2–2 com a Suíça em Genebra, pela Copa Internacional; e três em 6–1 sobre a Bélgica, já em 15 de maio de 1938, em amistoso em Milão.[carece de fontes?]
Na Copa, seu papel foi decisivo, marcando gols importantes em quase todas as partidas: na estreia, fez o gol da vitória de 2–1 na prorrogação, contra a Noruega; marcou outros dois na partida seguinte, já pelas quartas-de-final, contra os anfitriões, os franceses; a semifinal, contra o Brasil, foi a única partida em que ele não acertou as redes, ainda assim sendo determinante para a vitória italiana: o primeiro gol da Azzurra surgiu em jogada dele, na primeira vez em que conseguira antecipar-se a Domingos da Guia, servindo para Gino Colaussi abrir o marcador aos 6 minutos do segundo tempo. Foi provocando Domingos que ele, em lance sem disputa de bola entre ambos, cavou, nove minutos depois, pênalti que seria convertido por Giuseppe Meazza.

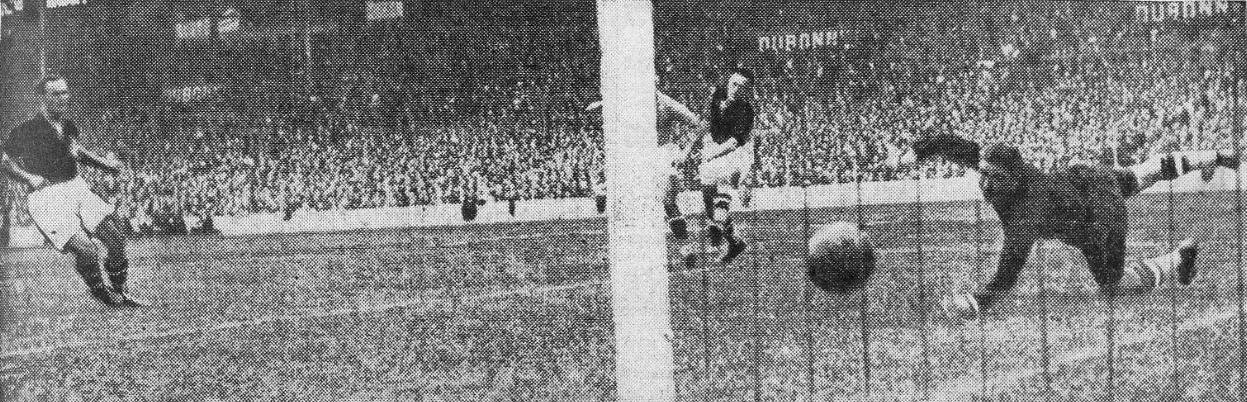
Registro do primeiro gol de Piola na final da Copa do Mundo FIFA de 1938.

Na final, voltou a marcar. Com a partida empatada em 1–1, aproveitou passe de Meazza para chutar no ângulo esquerdo do gol húngaro  e colocar os italianos à frente, ainda aos 16 minutos do primeiro tempo. Posteriormente, com o jogo em 3–2 para a Itália, Piola ruiu qualquer possível reação adversária ao conseguir aos 37 minutos do segundo tempo, mesmo prensado, colocar a bola no canto direito. Sua eficiência fez com que ele, vice-artilheiro do mundial, fosse escalado para a seleção da Copa, sobrepujando o artilheiro Leônidas da Silva  (ausente na semifinal por estar contundido ). Segundo ele, porém, o gol mais importante foi o da estreia:
| “ | Se volto a pensar no futebol de quarenta anosa trás, se volto a ver situações de jogo, não posso mais que definir nosso tempo, digo, aquele da seleção azzurra, campeã do mundo, como a época de ouro do futebol italiano. Naqueles tempos, o futebol era diferente, muito diferente. Não como agora, em que é um assunto mais que nada mercantil. O carrossel dos milhões não girava tão velozmente como agora. Creio, sem temor de me equivocar, que juntando os contratos anuais de Giuseppe Meazza, Monti, Orsi e de mim mesmo, não chegaríamos sequer, mesmo tendo em conta a inflação, ao que recebem hoje algumas estrelas do futebol italiano. Rogo que me perdoem, mas este preâmbulo encontra sua justificativa no verdadeiro amadorismo no qual nos desempenhávamos, quando éramos convocados por Vittorio Pozzo. E si o commendatore nos deixava de fora, para nós era uma questão de dignidade ofendida e orgulho ferido, sempre e quando não fosse por alguma lesão. Tinha apenas 25 anos e havia nascido na equipe da Pro Vercelli. Lembro que Vittorio Pozzo, uma vez chegados a Marselha, sede do encontro contra a Noruega, nos deu uma recomendação muito viva e sentida, para que não esquecêssemos que éramos os campeões em exercício e que deveríamos lutar até o final para conservar dita honra. Em nossa apresentação, não fomos eliminados por acaso. Tivemos que apelar ao templo suplementar e uma grande sensação de alívio se apoderou de nossos corpos: assinalei o gol do triunfo. Ainda conservo esse gol em minhas retinas, mais que aqueles que notei sucessivamente nas partidas seguintes. | ” |

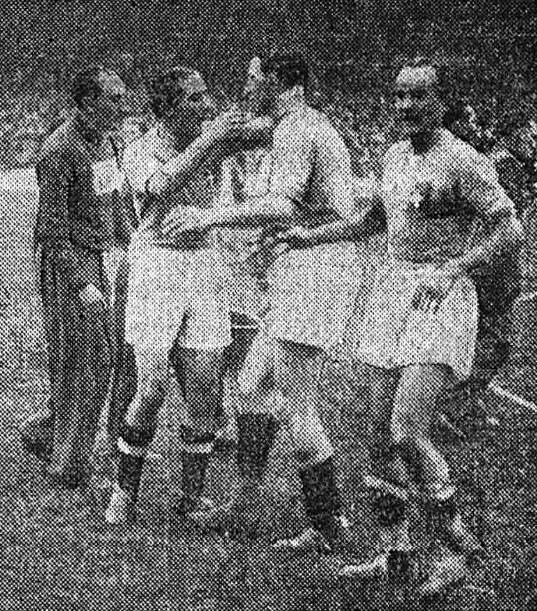
Celebrado por Giuseppe Meazza ao fim da final da Copa do Mundo FIFA de 1938.

Após a Copa, Piola marcou oito gols nas sete partidas seguintes que fez pela Itália. Dois deles foram sobre a Alemanha em vitória de 3–2 em 26 de março de 1939,[carece de fontes?] época em que a seleção alemã também incluía ex-jogadores do Wunderteam da Áustria, anexada no ano anterior. Também marcou no empate em 2–2 em Milão em amistoso de 13 de maio de 1939 contra a Inglaterra,[carece de fontes?] resultado considerado honroso: os ingleses julgavam-se como a melhor seleção do mundo, minimizando a importância da Copa do Mundo FIFA, na qual só viriam a aceitar em participar a partir da edição de 1950. Seu gol foi na realidade com a mão, em lance tão rápido que o árbitro e boa parte dos observadores não notaram a irregularidade.
Piola em seguida marcou um gol em duas vitórias fora de casa, contra a Iugoslávia em Belgrado, em 2–1 travado em 4 de junho de 1939; e em 3–1 sobre a Hungria em Budapeste, quatro dias depois.[carece de fontes?] Em 20 de julho de 1939, Piola marcou os três gols italianos de vitória de 3–2 sobre a Finlândia em Helsinque. A Segunda Guerra Mundial começou semanas depois, mas de início não interrompeu o campeonato italiano. Ainda assim, as partidas da seleção tornaram-se menos frequentes. Piola jogou três vezes pela Itália em 1940, com um gol marcado (sobre a Romênia em Roma, em 2–1 jogado em 4 de abril); e outra vez em 1942, marcando na vitória de 4–0 sobre a Espanha em Milão, em 19 de abril.[carece de fontes?] O conflito também impediu que houvesse a Copa do Mundo FIFA esperada para aquele ano.
Após a partida contra os espanhóis, Piola defendeu a Itália mais quatro vezes, em partidas esparsas, marcando gols nas duas primeiras. Reapareceu em 11 de novembro de 1945, em 4–4 contra a Suíça em Zurique, e após um ano esteve no 3–2 sobre a Áustria em Milão, em 1 de dezembro de 1946, outro ano em que a Copa do Mundo FIFA esteve impossibilitada. Cerca de outro ano depois, apareceu em derrota de 5–1 para os austríacos em Viena.[carece de fontes?] Àquela altura, Piola estava no Novara, disputando a segunda divisão. Depois de quase cinco anos, reapareceu para uma última partida, em 18 de maio de 1952, no empate em 1-1 com a Inglaterra em Florença.[carece de fontes?]

## Títulos
Novara
- Serie B: 1947–48

Itália
- Copa do Mundo FIFA: 1938
- Copa Internacional da Europa Central: 1933–35

### Prêmios individuais
- Hall da Fama do Futebol Italiano: 2011 (postumamente)
- Calçada da Fama do Esporte Italiano: 2015
- IFFHS ALL TIME DREAM TEAMS ITALY (Time B)[17]

### Artilharias
- Serie A de 1936–37 (21 gols)
- Serie A de 1942–43 (21 gols)